# Kálmán Attila
Kálmán Attila (Budapest, 1938. október 22. – 2015. október 28.) magyar pedagógus, gimnáziumigazgató, országgyűlési képviselő, államtitkár.

## Élete
1957-ben a tanítói, 1963-ban a Szegedi Tanárképző Főiskolán szerzett matematika–fizika szakos általános iskolai tanári diplomát, amely mellé 1968-ban egy matematika–ábrázoló geometria szakos középiskolai tanári képesítést és doktori fokozatot is szerzett az Eötvös Loránd Tudományegyetemen. Ekkor már gyakorló tanár volt: 1956-tól 1960-ig a dányi, 1965-ig a kistarcsai általános iskolában tanított, 1968-ig Budapesten, majd 1990-ig a tatai Eötvös József Gimnáziumban volt tanár.
Az 1980-as évek végén fordult a politika felé. Az MDF alapító tagja, 1988–1990-ben a tatai szervezet ügyvivője volt. Az Antall-kormány idején Tata országgyűlési képviselőjeként tevékenykedett, először az Emberi Jogi Kisebbségi és Vallásügyi Bizottságban, majd 1991 és 1994 között művelődési és közoktatási államtitkár volt. Utóbbi minőségében szerepet vállalt az 1950-es években államosított egyházi iskolák visszaszolgáltatásában és a nemzeti alaptanterv előkészítésében. 1994-ben kilépett az MDF-ből.
1994-ben a Pápai Református Gimnázium igazgatója lett. 2005-ben visszatért Tatára, ahol a pápai iskola kihelyezett, később önállósult intézményét (Tatai Református Gimnázium) alapította meg, és vezette is 2010-ig.

## Munkái
- Nemeuklideszi geometriák elemei – Tankönyvkiadó, 1989
- A tatai népfőiskola emlékeiből 1940-1944 (társszerző: Kocsis Lászlóné) – 1987
- Egyházi iskolák és a magyar társadalom a XXI. század küszöbén (szerkesztő) – 1995

## Kitüntetései
- Beke Manó-emlékdíj (1984)
- Gábor Dénes-emlékérem (1999)
- Tata Város Zsigmond Király Díja (2007)
- Rátz Tanár Úr-életműdíj (2008)
- A Magyar Köztársasági Érdemrend középkeresztje (2010)